# NGC 6230
NGC 6230 (również PGC 59106 lub UGC 10575) – galaktyka eliptyczna (E), znajdująca się w gwiazdozbiorze Herkulesa. Odkrył ją Lewis A. Swift 3 lipca 1886 roku.